# Pfarrhaus (Stockheim)

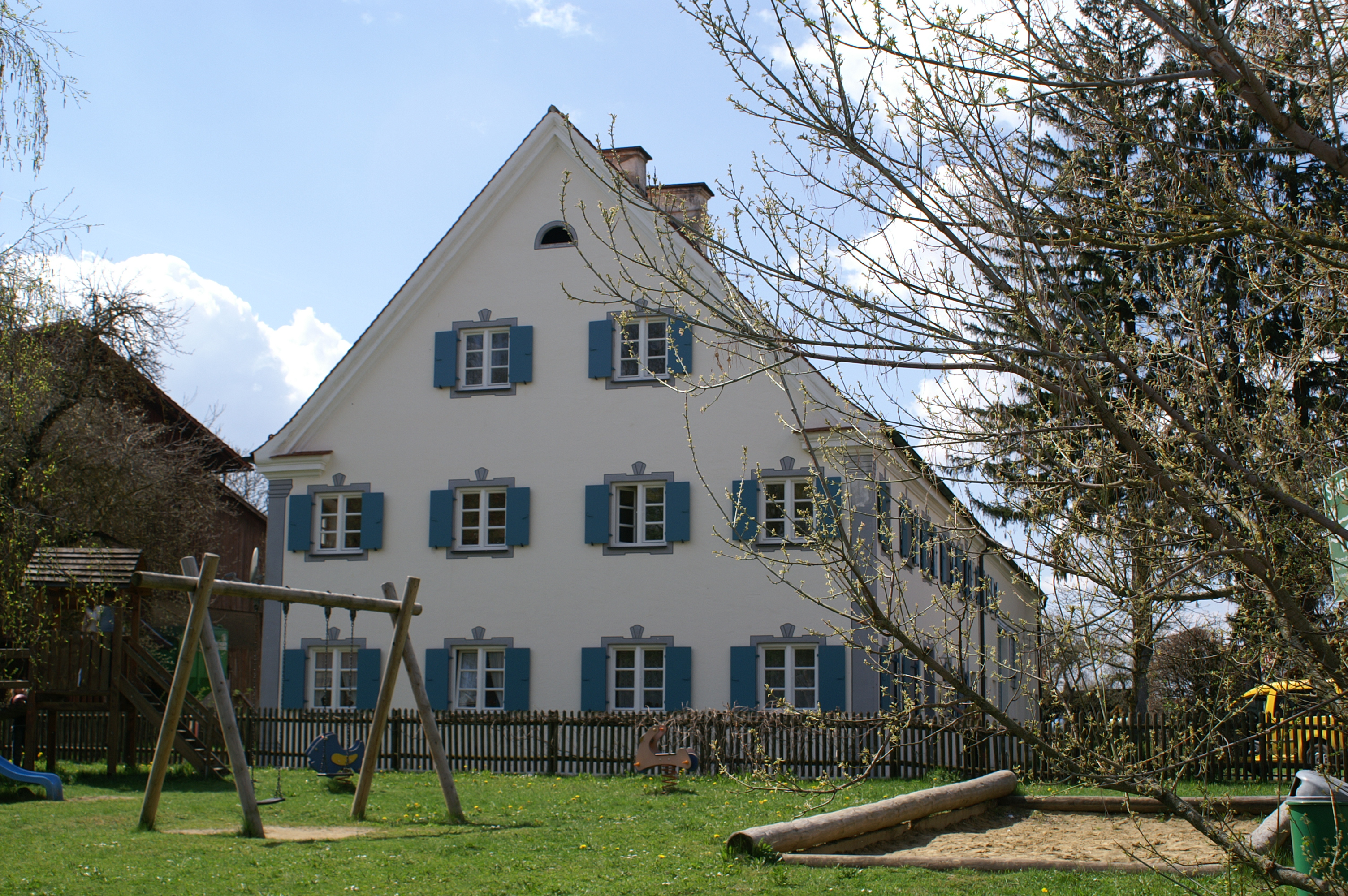
Pfarrhaus in Stockheim

Das Pfarrhaus in Stockheim, einem Ortsteil der Stadt Bad Wörishofen im Landkreis Unterallgäu im bayerischen Regierungsbezirk Schwaben, wurde 1674 erbaut und steht unter Denkmalschutz. Um 1800 wurde das zweigeschossige Pfarrhaus erneuert. Das mit einem Satteldach gedeckte Gebäude besteht aus acht zu vier Achsen mit profiliertem Traufgesims. An den Giebelseiten sind kleine Gesimse angebracht. Der Ostgiebel besitzt zwei Fenster und darüber eine kleine Halbkreisöffnung. Noch 1971 wird in der Literatur ein Gemälde auf Blech mit der Darstellung des Emmausgangs genannt, das sich in Höhe der Giebelsohle befunden hat. Die Westseite des Gebäudes enthält den Ökonomieteil.